# Danae hirsutipes
Danae hirsutipes es una especie de coleóptero de la familia Endomychidae.

## Distribución geográfica
Habita en Malasia.